# Andrés Dorantes de Carranza
Andrés Dorantes de Carranza (Béjar, Salamanca, ca. 1500 - ca. 1550) fou un dels integrants de la fracassada expedició de Pánfilo de Narváez i un dels quatre nàufrags que sobrevisqueren i acompanyà a Álvar Núñez Cabeza de Vaca en el seu recorregut a peu pel sud-est dels actuals Estats Units i nord de Mèxic. Els altres dos foren Alonso del Castillo Maldonado i l'esclau Estebanico.

## Biografia
Nascut a Béjar, era fill de Pablo Dorantes. De la mateixa manera com altres joves de la seva època va tractar de buscar fortuna al Nou Món i amb aquesta finalitat s'allistà el 1527, amb el grau de capità, en la fracassada expedició de Pánfilo de Narváez rumb a la Florida.
La flota, formada per cinc vaixells i sis-cents homes, va salpar de Sanlúcar de Barrameda el 17 de juny de 1527 sota el comandament de Pánfilo de Narváez. Després de setmanes de navegació i una vegada al golf de Mèxic es va veure afectat per una gran tempesta que va fer que naufragués prop de Galveston (Texas).
Entre els supervivents del naufragi hi havia el mateix Dorantes, el seu esclau Estebanico, Alonso del Castillo Maldonado i Álvar Núñez Cabeza de Vaca. Després d'una llarga ruta a peu, que Núñez Cabeza de Vaca va narrar al seu llibre Naufragios, van arribar el març de 1536 a Culiacán, des d'on es van traslladar fins a Ciutat de Mèxic.
Allà van explicar els fets ocorreguts al virrei Antonio de Mendoza y Pacheco, el qual va demanar a Dorantes que l'ajudés en una expedició cap aquells territoris. Dorantes va declinar l'oferiment, però va recomanar al seu esclau Estebanico perquè participés en l'exploració.
Posteriorment Dorantes va intentar tornar a Espanya però les males condicions del vaixell i del temps van obligar el vaixell a tornar al Port de Veracruz. Després de les experiències viscudes Dorantes va decidir romandre a Nova Espanya, on es casà amb Maria de la Torre, vídua de Francisco de Valdés, i propietària de diverses encomiendas, passant a dedicar-se a la seva explotació. En morir la seva muller es va casar novament amb Paula Dorantes, vídua d'Antonio Gómez de Corona.
Va morir al voltant de 1550.